# Hingham (Norfolk)
Hingham è un paese di 2 078 abitanti della contea del Norfolk, in Inghilterra.